# Ardisia scalarinervis
Ardisia scalarinervis E.Walker – gatunek roślin z rodziny pierwiosnkowatych (Primulaceae). Występuje naturalnie w Chinach – w południowym Junnanie. 

## Morfologia
PokrójZimozielony półkrzew dorastający do 0,5 m wysokości, tworzący rozłogi.
LiścieBlaszka liściowa ma odwrotnie jajowaty lub lancetowaty kształt. Mierzy 20–30 cm długości oraz 7–8 cm szerokości, jest piłkowana na brzegu, ma tępą nasadę i ostry lub spiczasty wierzchołek. Ogonek liściowy jest nagi i ma 10–40 mm długości.
KwiatyZebrane w wierzchotkach przypominających baldachy, wyrastają z kątów pędów. Mają działki kielicha o owalnym kształcie i dorastające do 1–2 mm długości. Płatki są owalne i mają białą barwę oraz 4 mm długości.
OwocPestkowce mierzące 5-7 mm średnicy, o kulistym kształcie.

## Biologia i ekologia
Rośnie w lasach oraz na terenach bagnistych. Występuje na wysokości od 1100 do 1600 m n.p.m.